# 假日 (佛羅里達州)
假日（英語：Holiday）是位於美國佛羅里達州帕斯科縣的一個人口普查指定地區。

## 地理
假日的座標為28°11′02″N 82°44′34″W / 28.18389°N 82.74278°W，而該地最高點為海拔高度5米（即16英尺）。

## 人口
根據2010年美國人口普查的數據，假日的面積為14.80平方千米，當中陸地面積為13.90平方千米，而水域面積為0.90平方千米。當地共有人口22403人，而人口密度為每平方千米1,513人。